# ピカール (冷凍食品専門店)
ピカール(Picard)は、冷凍製品の製造と小売流通を専門とするフランスの食品会社。1906年にフォンテーヌブロー製氷社(Les Glacières de Fontainebleau)として創業した。フランス国内にはおよそ1000の店舗がある。
日本にもイオングループが展開しており、2016年に日本1号店である青山骨董通り店がオープンしている（後述）。

## 歴史
ピカールは、チェコ系フランス人のバジャント兄弟（ルネとガストン）によって1906年にフォンテーヌブローに設立されたフォンテーヌブロー製氷社(Les Glacières de Fontainebleau)として始まった。1920年にピカール氏によって買収され、1962年にその息子のレイモン・ピカール(Raymond Picard)が社長に就任すると社名をピカール商会（les Établissements Picard）に改め、冷凍食品の小売りを開始した。1974年にアルマン・ドゥセル(Armand Decelle)が買収し、通信販売（カタログを毎月発行）を展開し、1974年にはパリのローマ通り（サン＝ラザール駅周辺）に初の冷凍食品専門店をオープンした。2019年の時点でアリスタ(49%)とLion Capital(51%)が共同で所有しており、フランスの冷凍食品市場の約20%を占めている。

## 日本での展開
イオン株式会社は、日本でピカールの事業展開を行う契約を2016年4月26日にピカール社と結び、2016年6月1日に設立される新会社イオンサヴール（AEON SAVEUR）がこの事業を行うこととなった。2016年11月23日に同社1号店となる青山骨董通り店（東京都港区南青山）を開店した。
店舗は「Picard」と「Petit Picard」（プティピカール）を展開しており、このうち「Picard」は路面店舗と位置付けられている。
当初は関東地方（路面店は東京都と神奈川県のみ）のみで展開されていたが、2023年6月15日に大阪府茨木市にプティピカール茨木店（イオンスタイル茨木内）を出店して関西地方に進出。同年7月14日には愛知県名古屋市にプティピカール千草若宮大通店（マックスバリュグランド千草若宮大通店内）とプティピカール徳川明倫店（マックスバリュ徳川明倫店内）、福岡県福岡市にプティピカールイオンマリナタウン店の計3店舗を同時に出店し、東海・九州地方へも進出した。
また、2022年10月に明治屋がビナガーデンズ海老名内にオープンした新店舗・明治屋PROVISIONS＆WINES海老名内に「プティピカール 明治屋P&W海老名店」を開設。以降、明治屋の店舗内にプティピカールを展開している。

### 閉店店舗
- ピカール広尾店（東京都渋谷区） - 2022年9月20日閉店[11]。
- ピカール武蔵小杉店（神奈川県川崎市） - 2022年10月11日閉店[11]。
- プティピカール イオン福岡店（福岡県糟屋郡粕屋町） - 2024年4月23日閉店。なお同年4月26日にイオンモール香椎浜（福岡県福岡市東区）内に「プティピカール香椎浜店」が開店している。[12]

## 参考
当該サイトの「歴史」